# Janvier 1832

## Événements
- France : Le National, journal d'Armand Carrel se rallie à la République.

- Après La Nouvelle-Orléans (1er-3 janvier), Tocqueville et Beaumont se rendent à Washington (16 janvier-6 février); ils sont reçus par le président Andrew Jackson le 19 janvier.

- 4 janvier, France : la police évente un complot dit « des tours de Notre-Dame », tentative pour déclencher une insurrection en sonnant le tocsin de Notre-Dame.

- 10 - 12 janvier, France : procès de la « Société des Amis du Peuple ». Auguste Blanqui est condamné à un an de prison.

- 17 janvier, France : Victor Hugo écrit un fragment d'une pièce : Le Repaire de la guérilla.

- 28 janvier (Crise d'Italie (1832-1838)) : les Autrichiens font entrer 6 000 hommes dans Bologne pour rétablir l'ordre dans les États du pape.

- 31 janvier : le comte de Sainte-Aulaire, ambassadeur de France à Rome, demande au pape, via le cardinal Bernetti, que la France puisse occuper Ancône puisque les Autrichiens ont pu occuper le Piémont.

## Naissances
- 6 janvier : Gustave Doré, graveur et sculpteur français († 1883).
- 9 janvier : Félix-Gabriel Marchand, homme politique québécois († 1900).
- 15 janvier : Friedrich Schmidt (mort en 1908), géologue et botaniste estonien.
- 23 janvier : Édouard Manet, peintre français († 1883).
- 27 janvier : Lewis Carroll, écrivain et photographe britannique († 1898).

## Décès
- 9 janvier : Karl von Kügelgen, peintre allemand (° 6 février 1772).